# Andrena capillosa
Andrena capillosa är en biart som beskrevs av Morawitz 1876. Andrena capillosa ingår i släktet sandbin, och familjen grävbin. Inga underarter finns listade i Catalogue of Life.